# Чиконија (Терни)
Чиконија је насеље у Италији у округу Терни, региону Умбрија.
Према процени из 2011. у насељу је живело 4540 становника. Насеље се налази на надморској висини од 124 м.